# 신금단
신금단(辛今丹, 1938년 7월 3일~)은 조선민주주의인민공화국의 전직 여자 육상 선수로 1960년대 중거리 세계 육상 최강자였다.

## 생애
1938년 7월 3일 함경남도 리원군에서 태어나 1962년 7월 러시아(당시 소련) 모스크바에서 열린 즈나멘스키 형제상(兄弟賞) 쟁탈 국제육상경기대회에서 800m(2분 1초), 400m(53초)에서 각각 1위를 차지했고 이듬해인 1963년 6월 모스크바에서 열린 즈나멘스키 형제상(兄弟賞) 쟁탈 국제육상경기대회에서 800m(2분 4초 6), 400m(52초 2)에서 각각 1위를 차지했다.
이어 5개월 뒤인 같은 해 11월 인도네시아의 수도 자카르타에서 열린 제1회 신흥국 경기 대회에서 200m(23초 5), 400m(51초 4), 800m(1분 59초 1)의 비공인 세계기록으로 1위를 차지하며 여자 육상을 석권했지만 이 기록은 신흥국 경기 대회를 인정하지 않는 세계 육상 연맹으로부터 공인 기록으로 인정받지는 못했다.
1964년 하계 올림픽 당시 신금단은 신흥국 경기 대회 참가 선수였다는 이유로 올림픽 참가 자격이 박탈되었고 이 때문에 조선민주주의인민공화국은 도쿄에서 대기 중이던 선수단을 철수시켰고 이와 함께 중국, 인도네시아와 함께 1964년 하계 올림픽을 보이콧했다.
이에 앞서 1964년 9월 평양시에서 열린 전국체육대회의 여자 육상 400m에서는 51초 2, 800m에서는 1분 58초 F의 세계신기록을 수립했고 1966년 캄보디아의 수도 프놈펜에서 개최된 제1회 아시아 신흥국 경기 대회에서는 북한 대표로 출전하여 제1회 가네포 경기 대회와 마찬가지로 육상 200m, 400m, 800m 부문에서 금메달을 획득하며 3관왕을 차지했으나 기록은 저조하였다.
신금단은 은퇴 이후 조선민주주의인민공화국의 ‘인민체육인’ 칭호를 수여받았고 압록강체육선수단과 국가대표의 육상지도원 등을 역임하기도 했다.

## 가족
가족으로는 아버지 신문준(辛文濬, 1915년 ~ 1983년 12월 27일)이 있었고 1·4 후퇴 당시 헤어져 신문준은 혼자 남한으로 내려갔고 신금단은 나머지 가족과 함께 북한에 남았다.
신금단의 활약이 남한에도 알려지면서 이를 안 신문준이 대한올림픽위원회에 찾아가 신금단이 자기 딸임을 호소했고 이 이야기를 전해들은 신금단도 수긍했으며 남북은 1964년 하계 올림픽이 끝나고 귀국하기 전에 이 둘을 만나게 하기로 했으나 북한 선수단의 도쿄 올림픽 철수 결정으로 어려워졌다.
그렇다면 철수 전에라도 만나자는 이야기가 진행되었으나 이마저도 만날 장소에 대한 각 측의 입장 차이로 계속 미루어졌다가 극적으로 합의가 되어 두 부녀는 헤어진 지 14년만에 만날 수 있었지만 10분도 채 안 되는 시간만 허락되었으며 이후 만남의 기회는 더 이상 주어지지 않았다.
신금단을 남한으로 끌고 오라는 중앙정보부의 지시를 받은 신문준이 남한으로 오라는 말을 하자 신금단이 거절했고 헤어질 때는 조총련 구성원들이 신금단을 끌고 나가버리는 등 다소 어색한 만남으로 끝이 나고 말았으며 만남의 마지막에 신금단이 외쳤다는 "아바이!"라는 말에 영감을 얻어 만들어진 <눈물의 신금단>(노래: 황금심)이라는 노래가 유행하기도 했다.

## 같이 보기
- 신흥국 경기 대회
- 아시아 신흥국 경기 대회